# 松前町 (北海道)
松前町（まつまえちょう）は、北海道道南地方の渡島半島南西部に位置する渡島総合振興局管内にある町。「北の小京都」とも称されていた。

## 概要
かつては松前藩の松前城城下町であり、藩の政治・経済・文化の中心地として栄えた。現在は全国屈指の桜の名所として有名であり、日本さくら名所100選に選定されている城周辺の松前公園では、2か月に渡りマツマエハヤザキやベニユタカなど松前町発祥の貴重な松前系品種を含む250種1万本の桜が咲き誇る。

## 地理

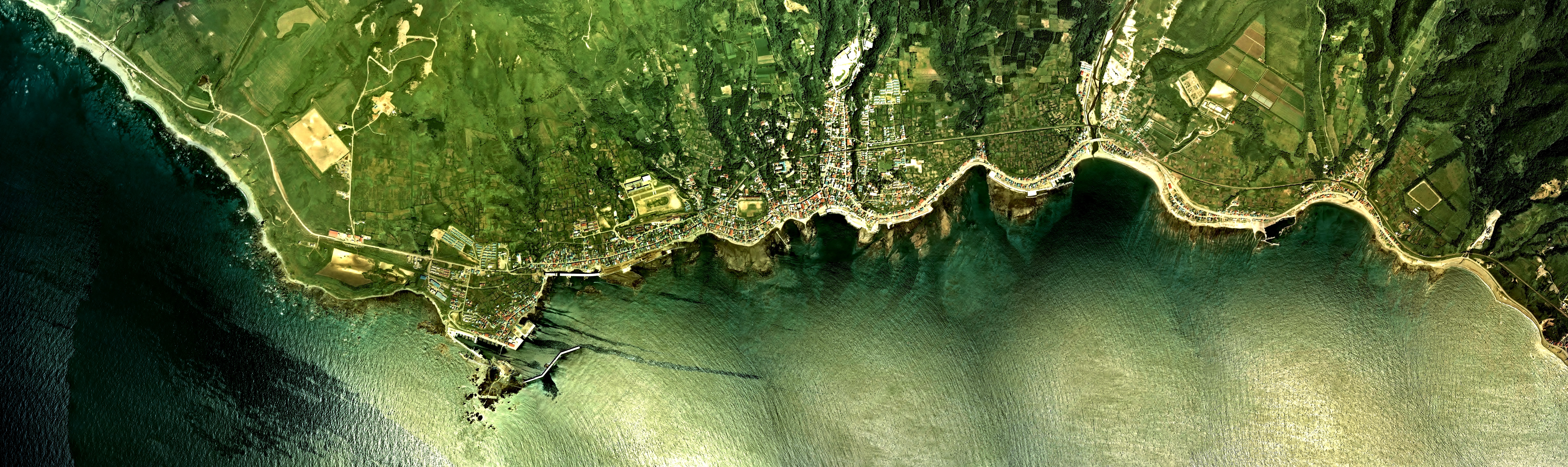
松前町中心部周辺の空中写真。1976年撮影の7枚を合成作成。
。

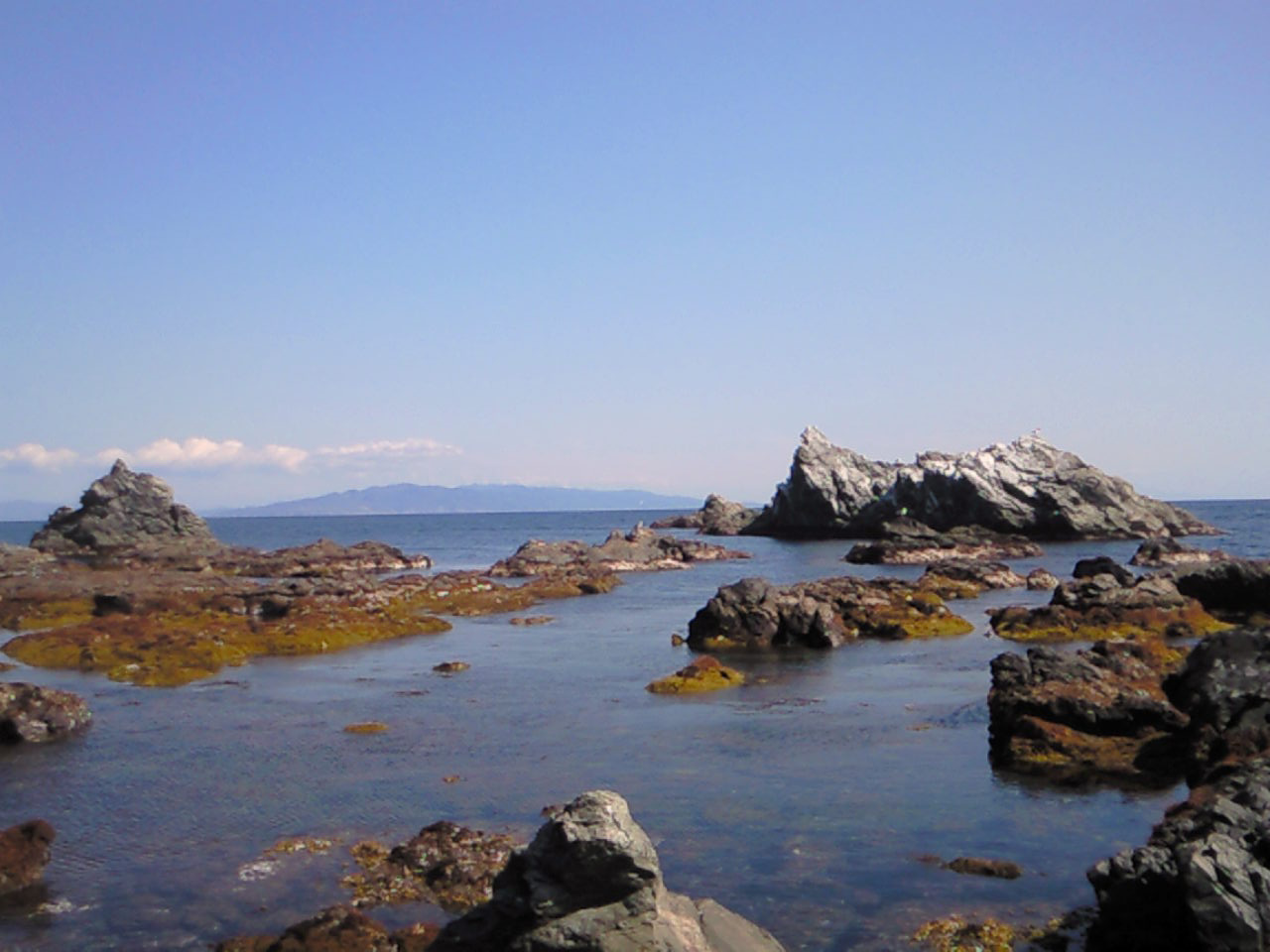
白神岬

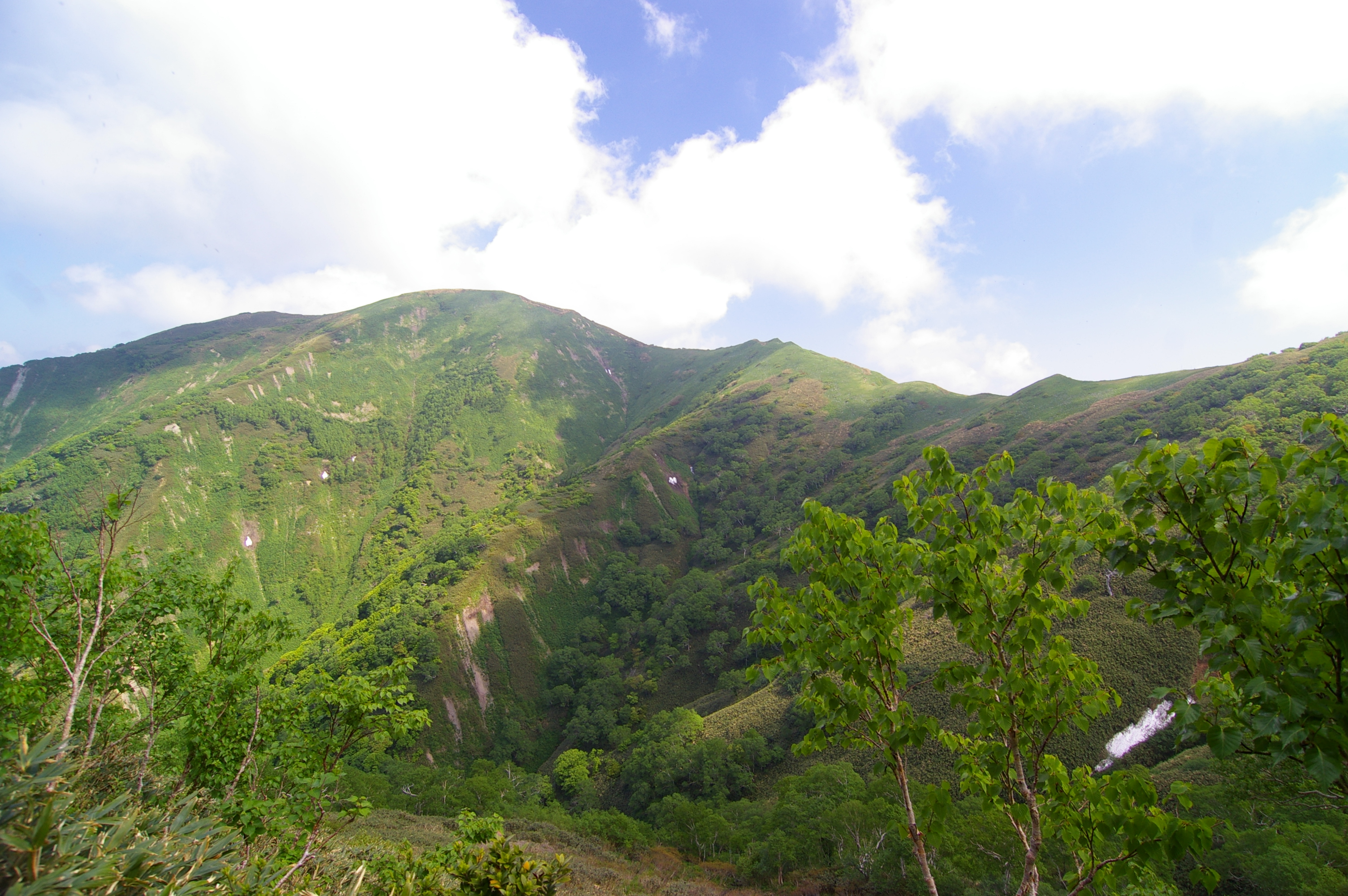
大千軒岳

### 地形

#### 山地
主な山
- 大千軒岳

#### 海岸
主な岬
- 白神岬（北海道最南端）

#### 島嶼
主な島
- 渡島小島
- 渡島大島
- 弁天島

### 気候
北海道の最南端に位置し、対馬海流の影響を受けるため、北海道では一番温暖である。ケッペンの気候区分では本州と同じ温暖湿潤気候（Cfa）に分類される。冬は北西からの風が強いが、雪はそれほど多くはない。夏も極端に暑くなることはなく、夏季の最高気温の平年値は札幌よりも低い。このような北海道でも特に温暖な気候であるため、孟宗竹や椿など暖地の植物も生育している。
| 松前（1991年 - 2020年）の気候 | 松前（1991年 - 2020年）の気候 | 松前（1991年 - 2020年）の気候 | 松前（1991年 - 2020年）の気候 | 松前（1991年 - 2020年）の気候 | 松前（1991年 - 2020年）の気候 | 松前（1991年 - 2020年）の気候 | 松前（1991年 - 2020年）の気候 | 松前（1991年 - 2020年）の気候 | 松前（1991年 - 2020年）の気候 | 松前（1991年 - 2020年）の気候 | 松前（1991年 - 2020年）の気候 | 松前（1991年 - 2020年）の気候 | 松前（1991年 - 2020年）の気候 |
| 月                            | 1月                           | 2月                           | 3月                           | 4月                           | 5月                           | 6月                           | 7月                           | 8月                           | 9月                           | 10月                          | 11月                          | 12月                          | 年                            |
| ----------------------------- | ----------------------------- | ----------------------------- | ----------------------------- | ----------------------------- | ----------------------------- | ----------------------------- | ----------------------------- | ----------------------------- | ----------------------------- | ----------------------------- | ----------------------------- | ----------------------------- | ----------------------------- |
| 最高気温記録 °C （°F）        | 11.9 (53.4)                   | 15.1 (59.2)                   | 18.2 (64.8)                   | 23.9 (75)                     | 25.7 (78.3)                   | 29.3 (84.7)                   | 33.3 (91.9)                   | 34.2 (93.6)                   | 31.5 (88.7)                   | 24.9 (76.8)                   | 21.4 (70.5)                   | 15.8 (60.4)                   | 34.2 (93.6)                   |
| 平均最高気温 °C （°F）        | 1.9 (35.4)                    | 2.4 (36.3)                    | 5.8 (42.4)                    | 11.0 (51.8)                   | 15.9 (60.6)                   | 20.0 (68)                     | 23.7 (74.7)                   | 25.9 (78.6)                   | 23.1 (73.6)                   | 17.3 (63.1)                   | 10.7 (51.3)                   | 4.5 (40.1)                    | 13.5 (56.3)                   |
| 日平均気温 °C （°F）          | −0.5 (31.1)                   | −0.1 (31.8)                   | 3.0 (37.4)                    | 7.9 (46.2)                    | 12.5 (54.5)                   | 16.6 (61.9)                   | 20.6 (69.1)                   | 22.7 (72.9)                   | 19.8 (67.6)                   | 14.1 (57.4)                   | 7.8 (46)                      | 1.9 (35.4)                    | 10.5 (50.9)                   |
| 平均最低気温 °C （°F）        | −3.0 (26.6)                   | −2.7 (27.1)                   | 0.1 (32.2)                    | 4.7 (40.5)                    | 9.4 (48.9)                    | 13.5 (56.3)                   | 18.1 (64.6)                   | 20.0 (68)                     | 16.7 (62.1)                   | 10.9 (51.6)                   | 4.8 (40.6)                    | −0.7 (30.7)                   | 7.7 (45.9)                    |
| 最低気温記録 °C （°F）        | −11.6 (11.1)                  | −10.4 (13.3)                  | −7.9 (17.8)                   | −3.7 (25.3)                   | 2.2 (36)                      | 6.3 (43.3)                    | 10.6 (51.1)                   | 12.6 (54.7)                   | 7.6 (45.7)                    | 2.7 (36.9)                    | −6.1 (21)                     | −11.4 (11.5)                  | −11.6 (11.1)                  |
| 降水量 mm （inch）            | 87.1 (3.429)                  | 72.9 (2.87)                   | 63.9 (2.516)                  | 73.5 (2.894)                  | 97.5 (3.839)                  | 80.0 (3.15)                   | 124.9 (4.917)                 | 157.5 (6.201)                 | 155.2 (6.11)                  | 115.5 (4.547)                 | 122.0 (4.803)                 | 106.0 (4.173)                 | 1,251.3 (49.264)              |
| 平均降水日数 （≥1.0 mm）      | 18.4                          | 15.5                          | 13.3                          | 10.3                          | 10.2                          | 8.7                           | 10.4                          | 9.8                           | 11.5                          | 12.4                          | 15.7                          | 18.9                          | 155.0                         |
| 平均月間日照時間              | 46.9                          | 66.7                          | 132.3                         | 175.7                         | 173.4                         | 159.2                         | 137.4                         | 170.3                         | 171.1                         | 153.3                         | 82.1                          | 50.1                          | 1,518.5                       |
| 出典：気象庁                  |                               |                               |                               |                               |                               |                               |                               |                               |                               |                               |                               |                               |                               |

### 人口
| |                                        |  |
| 松前町と全国の年齢別人口分布（2005年） | 松前町の年齢・男女別人口分布（2005年） |  |
| ■紫色 ― 松前町 ■緑色 ― 日本全国 | ■青色 ― 男性 ■赤色 ― 女性              |  |
| 松前町（に相当する地域）の人口の推移 \| 1970年（昭和45年） \| 18,624人 \| \| \| 1975年（昭和50年） \| 18,307人 \| \| \| 1980年（昭和55年） \| 17,524人 \| \| \| 1985年（昭和60年） \| 16,016人 \| \| \| 1990年（平成2年） \| 13,546人 \| \| \| 1995年（平成7年） \| 12,151人 \| \| \| 2000年（平成12年） \| 11,108人 \| \| \| 2005年（平成17年） \| 10,121人 \| \| \| 2010年（平成22年） \| 8,750人 \| \| \| 2015年（平成27年） \| 7,337人 \| \| \| 2020年（令和2年） \| 6,260人 \| \| |                                        |  |
| 総務省統計局 国勢調査より |                                        |  |
| 1970年（昭和45年） | 18,624人                               |  |
| 1975年（昭和50年） | 18,307人                               |  |
| 1980年（昭和55年） | 17,524人                               |  |
| 1985年（昭和60年） | 16,016人                               |  |
| 1990年（平成2年） | 13,546人                               |  |
| 1995年（平成7年） | 12,151人                               |  |
| 2000年（平成12年） | 11,108人                               |  |
| 2005年（平成17年） | 10,121人                               |  |
| 2010年（平成22年） | 8,750人                                |  |
| 2015年（平成27年） | 7,337人                                |  |
| 2020年（令和2年） | 6,260人                                |  |

#### 消滅集落
2015年国勢調査によれば、以下の集落は調査時点で人口0人（消滅集落、ただし字大島と字小島は元より定住者のいない無人島）となっている。
- 松前町 - 字大島・字小島・字東山・字西館・字高野・字白坂

### 隣接自治体
北海道
- 渡島総合振興局
  - 松前郡：福島町
- 檜山振興局
  - 檜山郡：上ノ国町

## 歴史

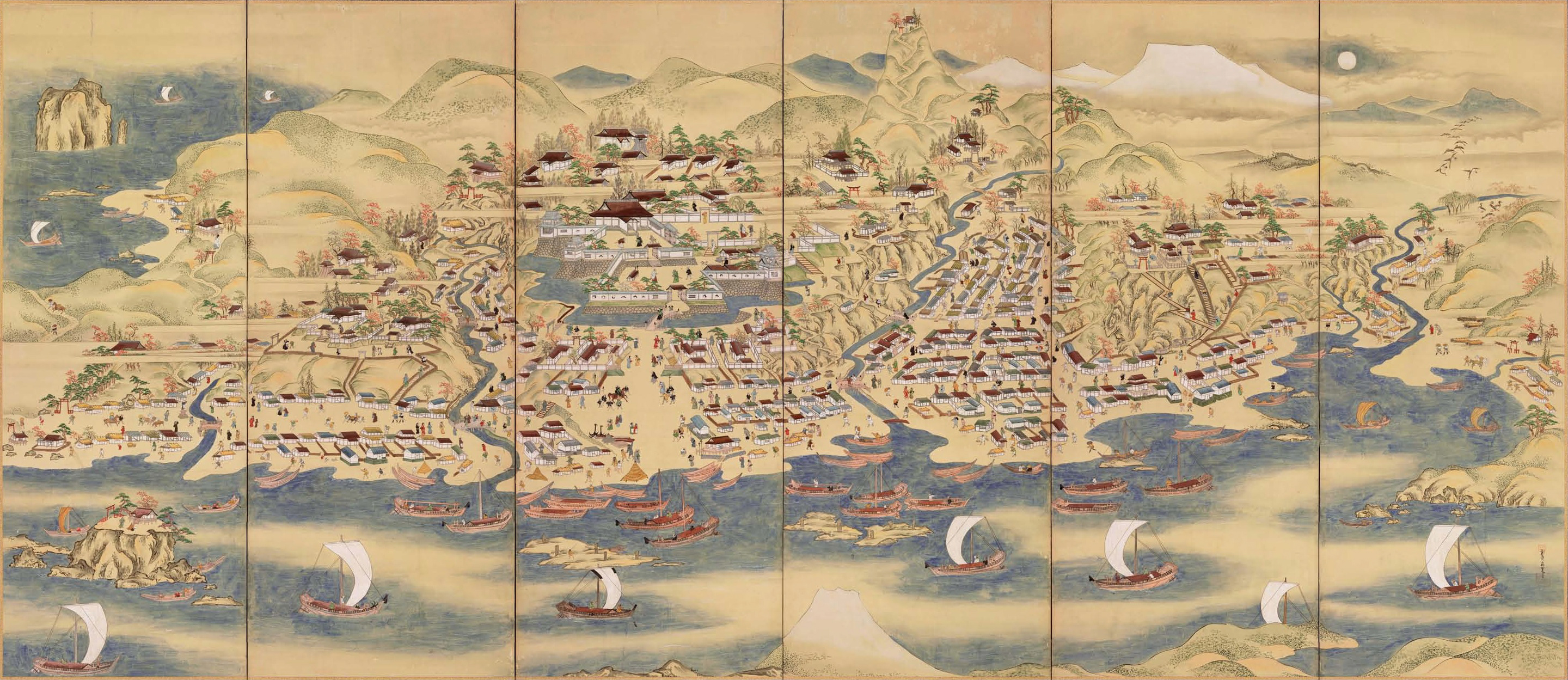
松前屏風。宝暦年間の松前城下が描かれている

### 古代
縄文時代
- 縄文時代より人々が暮らし栄える。

奈良時代
- 720年（養老4年） - 「渡島津軽津」があり港が開かれていたとする説がある。

### 中世
室町時代
- 1457年（康正3年） - コシャマインの戦いが起こる。

戦国時代
- 1533年（天文2年） - 光善寺の創建。阿弥陀如来像は平安末期の作である。

### 近世
江戸時代
- 1625年（寛永2年） - 龍雲院の創建。

### 近代
明治
- 1900年（明治33年）7月1日 - 一級町村制施行により松前郡福山町（ふくやまちょう）が成立。

大正
- 1915年（大正4年）4月1日 - 二級町村制施行により松前郡大島村が成立。
- 1923年（大正12年）4月1日 - 二級町村制施行により松前郡大沢村、小島村が成立。

昭和
- 1936年（昭和11年）10月3日 - 渡島半島に暴風雨。福山町で家屋崩壊続出、漁船全滅。船入澗（防波堤、係留施設）や護岸道路も被害甚大。大島村で死者16人、漁船全滅。大沢村で船入澗が大破して漁船15隻が流失、家屋流失3戸、大破15戸。小島村で死傷者十数名、家屋の流失、倒壊約100戸など[4]。
- 1940年（昭和15年）7月1日 - 福山町が改称して松前町となる。

### 現代
昭和
- 1946年（昭和21年）12月15日 - 福山線が渡島大沢駅まで延伸開業。
- 1954年（昭和29年）7月1日 - （旧）松前町、大島村、大沢村と小島村が合併し松前町を新設
- 1953年（昭和28年）11月8日 - 福山線が松前駅まで延伸開業、松前線と改称。
- 1957年（昭和32年）1月25日 - 及部駅が開業。
- 1988年（昭和63年）2月1日：松前線が全線廃止。全線 (50.8km) を廃止し、函館バスのバス路線に転換。

令和
- 2022年（令和4年）7月15日 - 町内に初めてヒグマ注意報が発出。同制度は当年度より北海道庁が始めたもので、同年8月14日に解除[5]。

## 行政・議会

### 町長
- 若佐智弘（2024年4月11日就任、1期）

### 町議会
- 定数：11人
- 任期：2023年7月1日 - 2027年6月30日

### 衆議院
- 選挙区：北海道8区（函館市、北斗市、渡島総合振興局管内、檜山振興局管内）
- 任期：2024年10月27日 - 2028年10月26日
- 投票日：2024年10月27日
- 当日有権者数：343,912人
- 投票率：57.00％

| 当落 | 候補者名 | 年齢 | 所属党派   | 新旧別 | 得票数   | 重複 |
| ---- | -------- | ---- | ---------- | ------ | -------- | ---- |
| 当   | 逢坂誠二 | 65   | 立憲民主党 | 前     | 97,758票 |      |
| 比当 | 向山淳   | 40   | 自由民主党 | 新     | 83,006票 | ○    |
|      | 本間勝美 | 56   | 日本共産党 | 新     | 11,708票 |      |

## 国家機関

### 防衛省
自衛隊
- 海上自衛隊
  - 函館基地隊松前警備所

## 施設

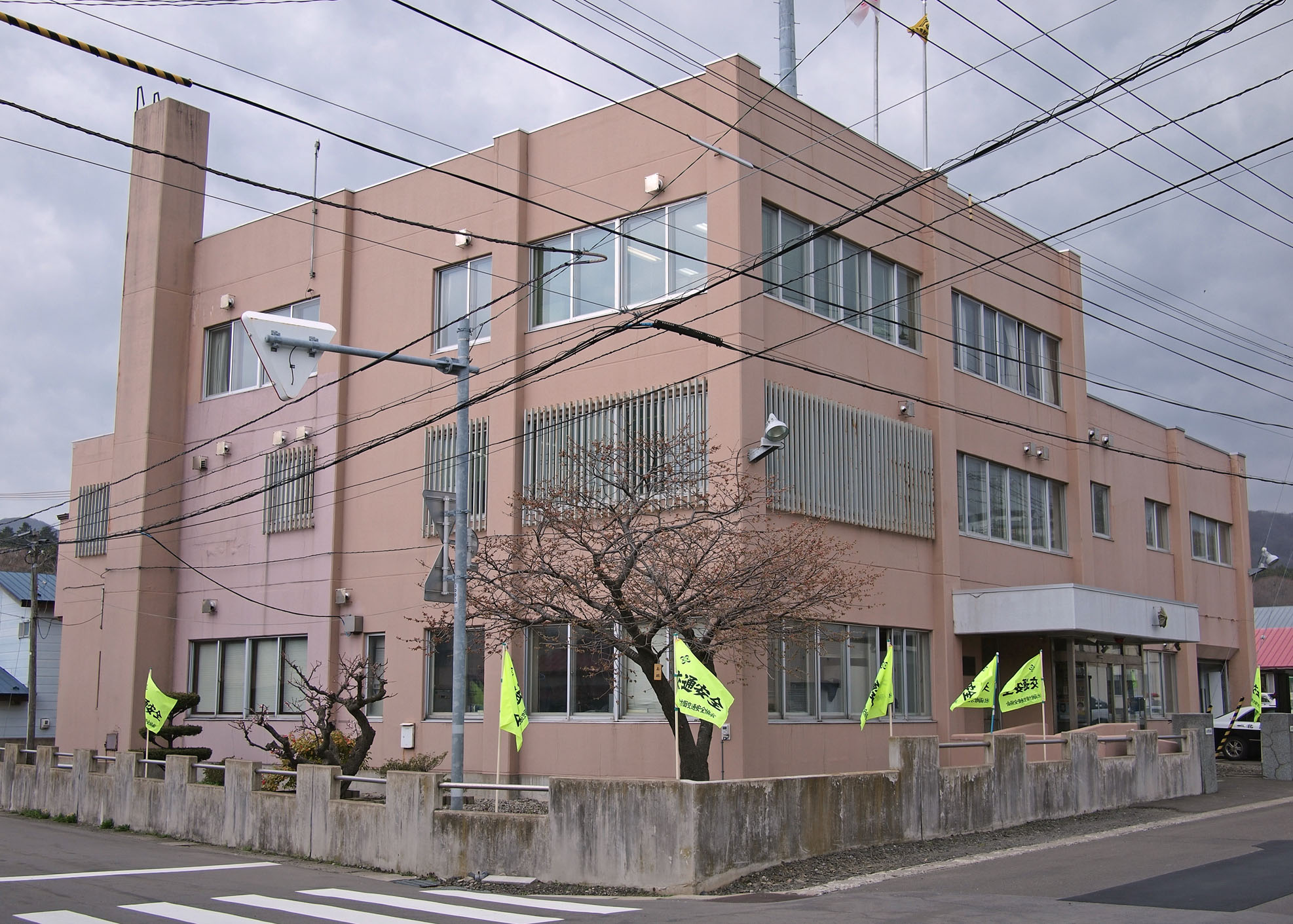
松前警察署

### 警察
警察署
- 北海道函館方面松前警察署

駐在所
- 江良駐在所（松前郡松前町字江良910-1）
- 小島駐在所（松前郡松前町静浦247-58）
- 白神駐在所（松前郡松前町字荒谷148-1）

### 消防
本部
- 渡島西部広域事務組合

消防署
- 松前消防署 - 北海道松前郡松前町字建石216-1

出張所
- 江良出張所 - 北海道松前郡松前町字江良864

### 医療
主な病院
- 松前町立松前病院

### 郵便局
主な郵便局
- 松前郵便局（集配局）：市街地・大沢・白神・静浦地区
- 江良郵便局（集配局）：江良・清部・原口地区
- 静浦郵便局

## 対外関係

### 姉妹都市・提携都市

#### 国内
姉妹都市
- 伊達市（東北地方 福島県）
1984年（昭和59年）10月1日 - 旧伊達郡梁川町と姉妹都市提携。合併後2011年（平成23年）10月1日に改めて姉妹都市提携
- 近江八幡市（近畿地方 滋賀県）
1984年（昭和59年）10月3日 - 姉妹都市提携
- 伊予郡松前町（四国地方 愛媛県）
1990年（平成2年）11月2日 - 姉妹都市提携。読みは、「まさきちょう」

## 経済

### 漁業
| - 白神漁港 - 大沢漁港 - 朝日漁港 | - 館浜漁港 - 札前漁港 - 赤神漁港 - 静浦漁港 | - 茂草漁港 - 清部漁港 - 江良漁港 | - 原口漁港 - 大島漁港 - 小島漁港 |

組合
- 松前農業協同組合（JA非加盟）
- 松前さくら漁業協同組合

### 第三次産業

#### 物流
- ヤマト運輸：函館主管支店松前センター
- 佐川急便：函館営業所（函館市）

### 金融機関
- 道南うみ街信用金庫松前支店
- 北洋銀行松前支店

## 情報通信

### マスメディア

#### 中継局
テレビ
- 松前中継局

ラジオ
- NHK松前ラジオ中継局

## 生活基盤

### ライフライン

#### 電力
発電所
- リエネ松前風力発電所

### 灯台
- 白神岬灯台
- 松前大島灯台
- 松前小島灯台

## 教育

### 高等学校
道立
- 北海道松前高等学校（北海道松前郡松前町字建石216）

### 中学校
町立
- 松前町立松前中学校（北海道松前郡松前町博多265）

### 小学校
町立
- 松前町立松城小学校（北海道松前郡松前町字唐津113）
- 松前町立大島小学校（北海道松前郡松前町字江良813-2）
- 松前町立小島小学校（北海道松前郡松前町赤神403番地）

### 廃校
以前あった中学校
- 小島中学校　（小島小学校と併設）
- 大島中学校  北海道松前郡松前町大津5（2015年3月31日閉校）

以前あった小学校
- 清部小学校  北海道松前郡松前町字清部444　　（2004年（平成16年）3月31日閉校）
- 原口小学校  北海道松前郡松前町字原口413番地（2008年（平成20年）3月31日閉校　現:松前町文化交流ふるさと館）
- 館浜小学校  北海道松前郡松前町字館浜253　　（2013年（平成25年）3月31日松城小学校と統合）
- 松前小学校  北海道松前郡松前町字上川131-2　（同上）
- 白神小学校  北海道松前郡松前町字白神928番地（同上）

## 交通

### 鉄道

#### 鉄道路線
現在、町内を鉄道路線は通っていない。鉄道を利用する場合の最寄り駅は、JR北海道北海道新幹線および道南いさりび鉄道道南いさりび鉄道線の木古内駅。

#### 廃線
- 北海道旅客鉄道松前線（1988年2月1日廃止）
  - 町内に存在した駅：渡島大沢駅 - 及部駅 - 松前駅

### バス

#### 路線バス
- 函館バス - 松前出張所を設置
  - 木古内・函館方面 - 木古内・松前線、函館・松前線
  - 原口方面（町民バス「大漁くんバス」）

### タクシー
- 松前圏エリアに属する

タクシー会社
- 松前さくらハイヤー

### 道路

#### 国道
- 国道228号

#### 道道
一般道道
- 北海道道380号松前停車場線
- 北海道道435号松前港線
- 北海道道607号石崎松前線

### 道の駅
- 道の駅北前船 松前

### 航路

#### 港湾
- 松前港

## 観光

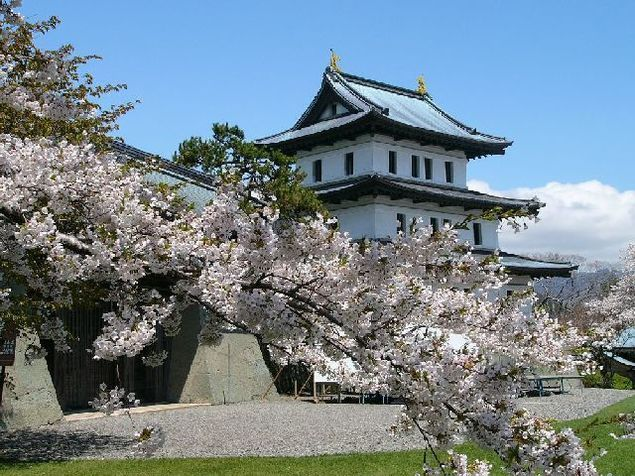
松前城天守・本丸御門と桜

### 文化財

#### 重要文化財
- 福山城（松前城）本丸御門
- 龍雲院 本堂・庫裏・惣門・鐘楼及び土蔵
- 法源寺山門
- 銀板写真（松前勘解由と従者像）〈エリファレット・ブラウン・ジュニア撮影／一八五四年〉 - 松前町郷土資料館蔵

#### 選択無形民俗文化財
- 松前神楽 - 道指定無形民俗文化財でもある。松前神楽松前ブロック保存会

#### 道指定有形文化財
- 旧松前城本丸表御殿玄関
- 徳山大神宮 - 本殿

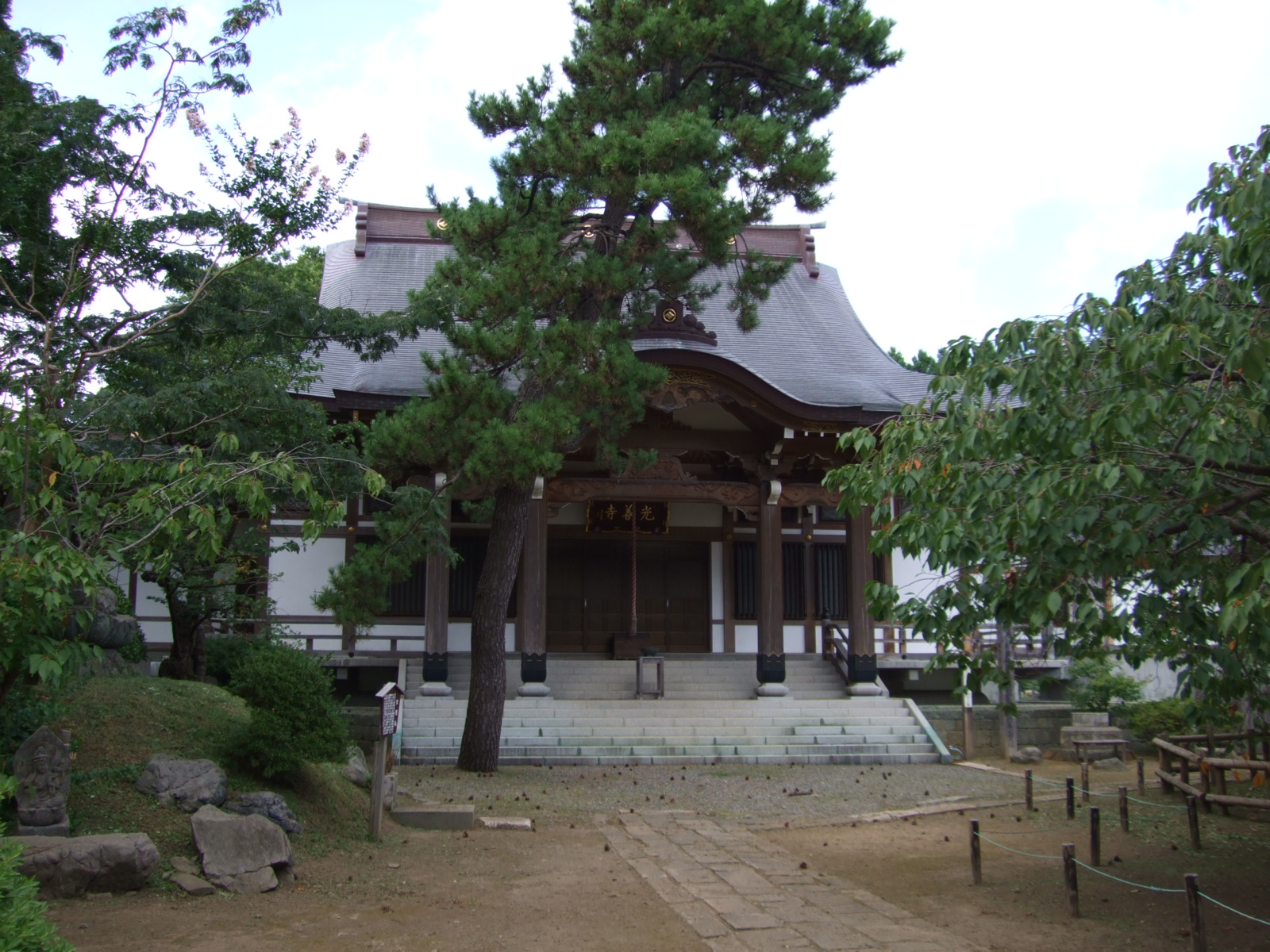
光善寺

- 求福山山車の人形その他付属品 - 松前町郷土資料館蔵
- 光明寺寛保津波の碑
- 松前屏風 - 松前城跡資料館蔵
- 泉龍院寛保津波の碑
- 薙刀銘堀井正次 - 松前町郷土資料館蔵
- 不動明王立像 - 阿吽寺蔵
- 木造阿弥陀如来立像 - 光善寺蔵
- 木造日蓮聖人坐像 - 法華寺蔵

#### 道指定有形民俗文化財
- 求福山山車の人形その他附属品 - 松前町郷土資料館

#### 道指定無形民俗文化財
- 松前祇園ばやし - 松前郷土芸能保存会

#### 町の文化財
- 月島奴振立道具 - 月島奴振保存会、松前町郷土資料館

　　月島奴振りの立道具である、先触、挟箱2、鉄砲2、薙刀、弓、台傘、立傘、大鳥毛（長柄）2など。
- 月島奴振り - 月島奴振保存会
- 江良杵振舞 - 江良八幡神社杵振舞保存会
- 松前沖揚げ音頭 - 松前沖揚げ音頭保存会
- 松前追分節 - 松前郷土芸能保存会
- 松前三下り - 松前郷土芸能保存会
- 白神タナバタ - 現在休止中
- 有形文化財（美術工芸品）13件 - 蠣崎波響筆柴垣群雀など

#### 焼失文化財
- 松前城天守閣 - 旧国宝に指定されていたが失火のため焼失した。

### 名所・旧跡
主な城郭
- 松前城（福山城）跡
- 館城跡
- 大館跡

主な寺院
- 法幢寺 - 松前氏の菩提寺
- 龍雲院
- 法源寺
- 光善寺
- 阿吽寺
- 専念寺
- 法華寺 - 松前藩の勤王軍正義隊隊長三上超順の寺
- 正行寺

主な神社
- 松前護国神社
- 松前神社 - 武田信広を祭神に明治14年建立。正義隊の田崎東（松前藩勘定奉行・田崎忠純の子）の碑がある。
- 徳山大神宮

主な史跡
- 松前藩主松前家墓所

### 観光スポット
- 北海道遺産「福山（松前）城と寺町」
  - 日本最後の日本旧式城郭
- 松前公園（福山城、松前藩主墓所ほか）
- 松前藩屋敷
- 松前町郷土資料館
- 250種1万本のさくら（日本さくら名所100選）

#### 自然・レジャー
- 孟宗竹林
- 血脈桜
- 夫婦桜
- 白神岬
- 折戸浜海水浴場
- 松前温泉（山の中にある）

#### 天然記念物
- オオミズナギドリ繁殖地 - 渡島大島
- 松前小島

## 文化・名物

### 祭事・催事
- さくらまつり 4月下旬 - 5月中旬
- 松前城下時代まつり 8月中旬
  - バイク武者軍団パレード
- 秋の味覚とまぐろまつり（9月下旬）

### 名産・特産
- 松前マグロ三色丼

## 出身関連著名人
※五十音順
- 石館友作（実業家）
- 伊藤整（作家）
- 岩尾亮（俳優、放送タレント）
- 岡田三郎（作家）
- 小川巌（農学博士)
- 金子鷗亭（書家）
- 川村友斗（プロ野球選手）
- 小玉貞良（絵師）
- さとう輝（漫画家）
- 田崎忠純（松前藩勘定奉行。子に正義隊員田崎東、日本初のゴム製造会社三田土を創業した田崎四兄弟、孫に早稲田大学教授・田崎友吉）
- 船尾隆広（元アマチュア野球選手、高校野球監督）
- 前田一男（元衆議院議員、元松前町長）
- 牧屋善三（作家）
- 松前山武士（大相撲力士）
- 山口蓬春（日本画家）